# 南雅典一號縣區 (伊利諾伊州默納德縣)
南雅典一號鎮區（英語：Athens South No.1 Precinct）是位於美國伊利諾伊州默納德縣的一個縣區。

## 地方資料
根據2010年美國人口普查的數據，南雅典一號鎮區的面積為31.10平方千米，當中陸地面積為31.10平方千米，而水域面積為0.00平方千米。當地共有人口1259人，而人口密度為每平方千米40.48人。